# Нусупбеков, Акай Нусупбекович
А́кай Нусупбе́кович Нусупбе́ков (каз. Ақай Нүсіпбекұлы Нүсіпбеков; 9 декабря 1909 — 28 июля 1983) — доктор исторических наук (1961), профессор (1963), академик АН КазССР (1967), заслуженный деятель науки КазССР (1971), лауреат Государственной премии КазССР (1982), премии имени Ч. Валиханова (1966).

## Биография
Родился в селе Джаланаш. Происходит из рода албан Старшего жуза.
В 1934—1937 годах учился в Коммунистическом университете трудящихся Востока им. И. В. Сталина.
С 1937 года по 1939 год заведовал культпросвет-отделом в ЦК КП Казахстана.
Участвовал в Великой Отечественной войне.
В 1946 году, демобилизовавшись из рядов Советской армии, начал свою научную карьеру младшим научным сотрудником отдела ремесла и народного быта сектора этнографии Института истории, археологии и этнографии имени Ч. Ч. Валиханова.
В 1947 году окончил Казахский педагогический институт.
С 1956 года — директор Института истории, археологии и этнографии им. Ч. Ч. Валиханова, возглавлял его более двадцати шести лет (1956—1982).
Признанием научных достижений Акая Нусупбекова стало избрание его в 1967 году действительным членом Академии наук Казахской ССР.
В течение восьми лет (1968—1976) выполнял обязанности вице-президента Академии наук Казахской ССР и члена президиума Академии наук Казахской ССР (1976—1983).
Скончался 28 июля 1983 года, похоронен на Кенсайском кладбище Алма-Аты.

### Научные исследования
В своих собственных научных изысканиях Акай Нусупбеков развивал три направления.
Первое направление связано с историей национально-освободительных движений в Казахстане второй половины XVIII века. По словам академика И. И. Минца, ему принадлежит заслуга в изучении восстания Срыма Датова в Младшем Жузе и постановки вопроса о необходимости пересмотра его оценки как реакционного.
Второе направление — становление и развитие советской государственности казахов. Впоследствии это вылилось в написание фундаментальной монографии.
Третье направление — вклад Казахстана в победу в Великой Отечественной войне (1941—1945).
Также Акаю Нусупбекову принадлежит заслуга в постановке и решении вопроса о формировании нового слоя в казахском обществе — рабочего класса. Его монография была удостоена премии имени Ч. Валиханова.
Акай Нусупбеков смог направить и сконцентрировать внимание ученых на разработку и изучение периода древности и средневековья. Для реализации этой цели Акай Нусупбеков привлёк высококлассных специалистов с классическим востоковедческим образованием (К. А. Пищулину, Ю. Зуева и др.) и готовит новых специалистов-востоковедов. Так, он лично содействует в обучении в целевой аспирантуре Ленинградского университета — крупнейшая в мире базы для подготовки востоковедов-текстологов Б. Кумекова, Т. Султанова, М. Абусеитову, А. Кадырбаева.
По инициативе Акая Нусупбекова в Институте в 1973 году был создан отдел древней и средневековой истории Казахстана. Так, сопоставление сведений китайских династийных хроник с генеалогическими преданиями древних усуней и материалами древнетюркских памятников дали возможность по-новому представить наименее освещенные стороны этнических и политических процессов, а также исторической географии казахстанской древности.
Под руководством Акая Нусупбековича в конце 1960-х — 1970-х годов учёные института сосредоточились на выявлении и публикации сведений восточных рукописных материалов по истории Казахстана средневекового периода. «Венцом источниковедческих разработок в институте», — по словам академика Болата Кумекова, — «стало создание свода материалов по истории Казахского ханства XV—XVIII вв.», выявленных из персидских и тюркских сочинений. Данный труд, выполненный на основе высоких требований советской археографии расширил источниковую базу востоковедческих исследований и позволил раскрыть неизученные стороны политической и этнической истории Казахстана средневекового периода.
В своих работах казахстанские востоковеды воссоздали цельную картину исторических процессов, протекавших на территории Казахстана в XV—XVIII веках. Особую ценность их трудам придает солидная источниковая база — оригинальные сведения, извлеченных из рукописных персидских, тюркских, арабских и китайских сочинений.
Участвовал в подготовке и издании капитального обобщающего труда — пятитомной «Истории Казахской ССР».

## Основные научные работы
Автор более двухсот научных и популярных работ, в том числе ряда фундаментальных монографий. Большинство из них — об истории национально-освободительных движений на территории Казахстана в XVIII—XIX веках, национально-государственного строительства в Казахстане в XX веке, формирования и развития рабочего класса в республике, участия казахстанцев в Великой Отечественной войне.
- История Казахской ССР с древнейших времён до наших дней : в 5 т. / гл. ред. А. Н. Нусупбеков — Алма-Ата : Наука, 1977—1980. — 15 000 экз.
- Объединение казахских земель в Казахской Советской Социалистической Республике. — Алма-Ата, 1953.
- Фальсификация истории и историческая правда. — Алма-Ата, 1964 (соавтор).
- Формирование и развитие советского рабочего класса в Казахстане (1917—1940). — Алма-Ата, 1966.

### Семья
Был женат на Заиде Акишевне, дочь — Дина Нусупбекова, кандидат технических наук.

## Память
Имя Нусупбекова присвоено аулу и средней школе в Кегенском районе Алма-Атинской области, его именем названа улица в г. Алма-Ате.